# Востряковка
Востряковка (рос. Востряковка) — присілок у Добринському районі Липецької області Російської Федерації.
Населення становить 32 особи. Належить до муніципального утворення Дуровська сільрада.

## Історія
З 13 червня 1934 до 1954 року у складі Воронезької області. Відтак входить до складу Липецької області.
Згідно із законом від 23 вересня 2004 року № 126-ОЗ органом місцевого самоврядування є Дуровська сільрада.

## Населення
| 2010 |
| ---- |
| 32   |